# Joao Bussotti
Joao Capistrano Maria Bussotti Neves Junior (* 10. Mai 1993 in Maputo) ist ein italienischer Leichtathlet mosambikanischer Herkunft, der sich auf den Mittelstreckenlauf spezialisiert hat und seit 2012 für Italien startberechtigt ist.

## Sportliche Laufbahn
Joao Bussotti ist 2002 mit seiner Mutter Claudine aus Mosambik nach Italien ausgewandert, sein Adoptivvater stammt aus Livorno. Als er volljährig wurde, erhielt er die italienische Staatsbürgerschaft. In der Zwischenzeit, im September 2007, begann er mit der Teilnahme an Leichtathletik-Camps. Er lebt und trainiert in Livorno, wo er das wissenschaftliche Gymnasium mit sprachlicher Spezialisierung besuchte.
Erste internationale Erfahrungen sammelte Joao Bussotti im Jahr 2012, als er bei den Juniorenweltmeisterschaften in Barcelona im 1500-Meter-Lauf mit 3:49,37 min in der Vorrunde ausschied. 2014 belegte er dann bei den erstmals ausgetragenen U23-Mittelmeermeisterschaften in Aubagne in 3:52,67 min den vierten Platz und im Jahr darauf schied er bei den Halleneuropameisterschaften in Prag mit 3:42,82 min im Vorlauf aus, ehe er bei den U23-Europameisterschaften in Tallinn in 3:45,10 min Vierter wurde. 2016 erreichte er bei den Europameisterschaften in Amsterdam in 3:50,43 min Rang zwölf und bei den IAAF World Relays 2017 in Kampala belegte er mit der italienischen Mixed-Staffel nach 25:14 min Rang neun. Anschließend nahm er an der Sommer-Universiade in Taipeh teil und kam dort mit 3:46,89 min nicht über die Vorrunde hinaus. 2018 belegte er bei den Mittelmeerspielen in Tarragona in 3:42,34 min den achten Platz und erreichte anschließend bei den Europameisterschaften in Berlin nach 3:41,31 min Rang elf. 2021 startete er bei den Halleneuropameisterschaften in Toruń und schied dort mit 3:44,76 min in der Vorrunde aus und auch bei den Weltmeisterschaften 2023 in Budapest schied er mit 3:48,55 min in der ersten Runde aus. 2025 kam er bei den Hallenweltmeisterschaften in Nanjing mit 3:40,92 min im Vorlauf aus.
In den Jahren 2017, 2018 und 2020 wurde Bussotti italienischer Meister im 1500-Meter-Lauf im Freien sowie 2015 in der Halle. Zudem wurde er 2015 auch Hallenmeister im 800-Meter-Lauf.

## Persönliche Bestleistungen
- 800 Meter: 1:46,11 min, 3. Juli 2021 in Lignano Sabbiadoro
  - 800 Meter (Halle): 1:48,52 min, 21. Januar 2023 in Ancona
- 1000 Meter: 2:17,23 min, 13. April 2024 in Mailand
- 1500 Meter: 3:35,65 min, 14. Juli 2023 in Lignano Sabbiadoro
  - 1500 Meter (Halle): 3:38,72 min, 15. Februar 2025 in Lyon
- Meile: 3:57,54 min, 5. September 2020 in San Donato Milanese
  - Meile (Halle): 3:56,45 min, 29. Januar 2023 in Padua